# 張邯
張 邯（ちょう かん、? - 23年）は、中国の新代の政治家。揚州九江郡の人。

## 事跡
| 姓名           | 張邯                       |
| 時代           | 新代                       |
| 生没年         | 生年不詳 - 23年（地皇4年） |
| 字・別号       | 〔不詳〕                   |
| 本貫・出身地等 | 揚州九江郡                 |
| 職官           | 大長秋〔新〕→大司徒〔新〕  |
| 爵位・号等     | 明学男〔新〕               |
| 陣営・所属等   | 王莽                       |
| 家族・一族     | 〔不詳〕                   |

王莽の配下で、後に三公となった重鎮。前漢末期の儒学者后蒼の弟子で、王莽の下では、いずれも時期は不明だが、大長秋に任命され、明学男に封じられている。また、地理侯孫陽と共に、新における井田制実施の中心的人物であった。
地皇元年（20年）秋、王莽が長安の南に巨大な祖廟を建築しようとした。この時、張邯は崔発と共に「徳の盛んな方は儀礼が豊富になるものであり、この建築はかなりの規模になります。海内（全国）にこのことを知らしめ、万世の後もこの祖廟を越える建築が現れないようにするべきです」と王莽に進言した。しかし、この祖廟の建築は、国内の官民に徴発や寄付を強要し、疲弊させることになってしまう。
地皇2年（21年）、かつて左将軍を務めていた公孫禄が王莽に対して、国師劉歆らを弾劾したが、張邯と孫陽もその対象であり、「井田制を実施して、民衆から土地と生業を失わせた」と非難されている。しかし王莽は怒り、公孫禄を追い払ってしまった。
地皇4年（23年）、更始帝配下の漢軍などが、王莽が平帝を毒殺したと触れ回っていた際に、王莽は釈明や今後の対応のための朝議を行った。この時、張邯は、以下のように述べて、王莽におもねっている。「『易経』は“伏戎于莽、升其高陵、三歳不興”と記しています。“莽”は陛下、升は劉伯升（劉縯。当時は更始帝の大司徒）、“高陵”は高陵侯翟方進の子の翟義を指します。すなわちこの文は、劉伯升と翟義は新皇帝の世に伏兵（“伏戎”）を構えながらも、結局は殲滅されて勃興できないことを述べているのです。」張邯の言を聞き、大臣たちは皆万歳を唱えた。
同年6月、昆陽（潁川郡）の戦いで、大司空王邑・大司徒王尋の軍が漢軍に敗退し、王尋は戦死した。王邑が長安に退却した後、張邯は王尋の後任として大司徒に任命されている。同年10月、更始帝配下の軍が宣平城門から長安城内へ突入してきた。この時、張邯は城門へ視察に赴いたが、敵兵と出会って殺害されてしまう。